# Deplanchea
Deplanchea Vieill., es un género con doce especies de árboles pertenecientes a la familia Bignoniaceae.

## Taxonomía
El género fue descrito por Eugène Vieillard  y publicado en Bulletin de la Société Linnéenne de Normandie 7: 96. 1862. La especie tipo es: Deplanchea speciosa

## Especies
| - Deplanchea bancana - Deplanchea bulwerii - Deplanchea bulweri - Deplanchea coriacea - Deplanchea glabra - Deplanchea hirsuta | - Deplanchea montana - Deplanchea novocaledonica - Deplanchea sessilifolia - Deplanchea speciosa - Deplanchea tetraphylla - Deplanchea tubulosa |